# Beau Vallon (Seychelles)
Beau Vallon è uno dei 26 distretti delle Seychelles, appartenente all'isola di Mahé.